# Guibemantis wattersoni
Guibemantis wattersoni es una especie de anfibio anuro de la familia Mantellidae.

## Distribución geográfica
Esta especie es endémica del sureste de Madagascar. Habita entre los 22 y 840 m de altitud.
Es una especie arbórea que vive en la selva tropical. Generalmente se encuentra en las hojas de Pandanus.

## Reproducción
Pone sus huevos en las hojas de Pandanus durante la temporada de lluvias, entre diciembre y marzo.

## Publicación original
- Lehtinen, Glaw & Vences, 2011 : Two new plant-breeding frog species (Anura: Mantellidae, Guibemantis) from southeastern Madagascar. Herpetological Journal, vol. 21, p. 95-112.